# Bonifacije VI.
Bonifacije VI., papa od 4. travnja 896. do 19. travnja 896. godine.